# Борис Папандопуло
Борис Папандопуло (хорв. Boris Papandopulo; 25 лютого 1906, Бад-Хоннеф — 16 жовтня 1991, Загреб) — хорватський композитор і диригент.
Навчався композиції у Франа Лхотки, Благоє Берси та інших у Музичній академії в Загребі, диригування — у Д. Фока в Академії музичного і сценічного мистецтва у Відні (1925—28). Був хоровим і симфонічним диригентом багатьох музичних товариств і оперних театрів різних міст Югославії, у тому числі Національного театру у Загребі (у 1940—45 і 1959—68 роках). Автор понад 440 творів, у тому числі кантат патріотичного змісту.
Твори
- опери — Амфітріон (1940, Загреб), Соняшник (Sunčanica, 1942, Загреб), Пісня Марули (1970, Спліт) та інші;
- балети — Жнива (Zetva, 1950, Сараєво), Доктор Атом (1966, Рієка) та інші;
- для солістів, хору і оркестру — Ораторії на релігійні тексти, світські кантати, у тому числі Стоянка, мати з Кнежеполья (Stojanka, majka Knezepoljka, 1950), Легенда про товариша Тіто (Legenda o drugu Titu, 1960), Вогняне серце (Srce od ognja, 1965);
- для оркестру — Концертна увертюра і п'єси;
- концерти (зі струнним оркестром) — 4 для фортепіано (1938—1959), 1 для клавесину (1962);
- камерно-інструментальні ансамблі;
- Додекафонічний концерт для 2 фортепіано (1961);
- хори;
- пісні з оркестром і з фортепіано;
- масові пісні;
- музика до вистав драматичного театру і кінофільмів.